# 朱利葉斯·馮·羅爾
朱利葉斯·菲利普·本傑明·馮·羅爾（德語：Julius Philip Benjamin von Röhr，1737年—1793年）是一位出生於普魯士的植物學家、植物收集家、博物學家、醫師和水彩畫畫家。在為丹麥工作時，他將很多南美洲和西印度群島的植物寄往歐洲。1784年他在卡宴收集到了雄性肉豆蔻的種子。

## 職業生涯
1792年，朱利葉斯·馮·羅爾建立了菊科的一屬Melanthera，這一屬非常接近鬼針草。原產自法屬圭亞那單種屬Rohria Schreb.也是用來紀念他的。在植物命名人列表中的J.P.Röhr指的即是馮·羅爾。
馮·羅爾後來移居到了丹麥，1757年被任命為丹屬西印度群島（現在的美屬維爾京群島）的市政大樓監察員、政府土地測量師。同時Danish crown也委任他來研究該群島的歷史。馮·羅爾在聖克洛伊島克里斯琴斯特德建立了一个植物园。1780年代他在安地列斯群島研究棉花種植，最遠曾探索到卡宴和卡塔赫纳，并晉升爲陸軍中校。
1790年代考慮放棄大西洋的奴隸貿易，這一措施將影響丹屬西印度群島繁榮的蔗糖種植園。此時馮·羅爾已獲得大量在殖民地的執政經驗，便被派去調查西非海岸几内亚附近丹麥的舊蓄奴堡壘，看它是否適於建立種植園農業。
馮·羅爾將他的測量儀器和藏書先送往了克里斯欽堡，其藏書包括約瑟夫·班克斯從英格蘭寄給他的書和期刊。在前往目的地的途中他先經過了美國，在費城和紐約市受到了一大批公眾人物和博物學家的款待。在從紐約前往非洲的大西洋上，馮·羅爾突然失蹤了。而一些別的材料則顯示他確實平安穿過了大西洋，但是後來馬上死於發燒：
...我的朋友、已故的朱利葉斯·馮·羅爾先生，他的死對於博物學界來說是一個巨大的損失，也許對一些受傷害和受壓迫的人來說這個損失是無法挽回的，我指的是，黑人。在1793年夏天我和這個博學的植物學家、最和藹的人做了永別。他從紐約起航，前往非洲海岸，在那裡他計劃建造一個黑人的殖民地。在他於非洲大陸登陸的幾天之後，便死於一場惡性發燒。因為他，我恐怕，至少是相當長的一段時間，一個爲了非洲有著黝黑皮膚的孩子們的安全、快樂的解放而設計的最好的計劃失敗了。馮·羅爾是第二個霍華德。在善心和優秀的判斷力上，他是，至少是，等同於最偉大的英國慈善家。在科學上毋庸置疑，而且也許在表現出來的樸素行為，和毫無野心的對於誠意的熱心上，也是了不起的。

本傑明·史密斯·巴頓-“美國藥物學論文集”

## 作品
- Rohr, Julius Philip Benjamin von: Anmerkungen über den Kattunbau : zum Nutzen der dänischen westindischen Colonien （页面存档备份，存于）

## 外部連結
- Historical Geography of St. Croix - Daniel Hopkins, University of Missouri, Kansas City （页面存档备份，存于）
- Saint Croix 1770-1776 - Robert Amandus Johnson （页面存档备份，存于）